# ميخائيل لي
ميخائيل لي (بالإنجليزية: Michael Lea)‏ (4 نوفمبر 1987 بسالفورد في المملكة المتحدة - ) هو لاعب كرة قدم بريطاني في مركز الدفاع. لعب مع رويال أنتويرب وسكونثورب يونايتد ومانشستر يونايتد ونادي روتشديل ونادي هايد إف سي ونادي تشستر سيتي ونادي مارين ‏ ونادي ويتون ألبيون وColwyn Bay F.C. ‏.

## وصلات خارجية
- ميخائيل لي على موقع Soccerbase.com (لاعب) (الإنجليزية)